# Volta a Polònia 2015
La Volta a Polònia 2015 va ser la 72a edició de la cursa ciclista Volta a Polònia. La cursa es disputà entre el 2 i el 8 d'agost de 2015, amb un recorregut de 1.190 km distribuïts en set etapes, la darrera d'ella una contrarellotge individual. Aquesta era la vintena prova de l'UCI World Tour 2015.
El vencedor final fou el basc Ion Izagirre (Movistar Team), que s'imposà per tan sols 2 segons sobre el belga Bart De Clercq (Lotto Soudal) i 3 sobre el també belga Ben Hermans (BMC Racing Team). Izagirre va basar la seva victòria en la contrarellotge final, quan aconseguí recuperar el temps perdut respecte al líder. En la resta de classificacions Maciej Paterski (CCC Sprandi Polkowice) guanyà la muntanya, Marcel Kittel (Team Giant-Alpecin) la dels punts, Kamil Gradek (Polònia) la de les metes volants i el Lotto Soudal la dels equips.

## Equips participants
Dinou equips prenen part en aquesta edició: els 17 World Tour, que tenen l'obligació de participar-hi en ser una cursa de l'UCI World Tour, un equip continental professional i un equip nacional polonès.
| Núm.  | Codi | Equip                 |
| ----- | ---- | --------------------- |
| 1-8   | TCS  | Team Tinkoff-Saxo     |
| 11-18 | EQS  | Etixx-Quick Step      |
| 21-28 | AST  | Astana Qazaqstan Team |
| 31-38 | SKY  | Team Sky              |
| 41-48 | LAM  | Lampre-Merida         |
| 51-58 | BMC  | BMC Racing Team       |
| 61-68 | MOV  | Movistar Team         |
| 71-78 | OGE  | Orica-GreenEDGE       |
| 81-88 | TGA  | Team Giant-Alpecin    |
| 91-98 | TFR  | Trek Factory Racing   |

| Núm.    | Codi | Equip                 |
| ------- | ---- | --------------------- |
| 101-108 | KAT  | Team Katusha          |
| 111-118 | TLJ  | Team LottoNL-Jumbo    |
| 121-128 | LTS  | Lotto Soudal          |
| 131-138 | TCG  | Cannondale-Garmin     |
| 141-148 | ALM  | AG2R La Mondiale      |
| 151-158 | IAM  | IAM Cycling           |
| 161-168 | FDJ  | FDJ                   |
| 171-178 | CCC  | CCC Sprandi Polkowice |
| 181-188 | POL  | Polònia               |

## Etapes
| Etapa | Data      | Ciutats d'etapa                      | km  | Vencedor de l'etapa      | Líder de la general   | Ref.  |
| ----- | --------- | ------------------------------------ | --- | ------------------------ | --------------------- | ----- |
| 1     | 2 d'agost | Varsòvia - Varsòvia                  | 122 | Marcel Kittel (GER)      | Marcel Kittel (GER)   | [ 2 ] |
| 2     | 3 d'agost | Czestochowa - Dabrowa Górnicza       | 146 | Matteo Pelucchi (ITA)    | Marcel Kittel (GER)   | [ 3 ] |
| 3     | 4 d'agost | Zawiercie - Katowice                 | 166 | Matteo Pelucchi (ITA)    | Marcel Kittel (GER)   | [ 4 ] |
| 4     | 5 d'agost | Jaworzno - Nowy Sacz                 | 220 | Maciej Bodnar (POL)      | Kamil Zieliński (POL) | [ 5 ] |
| 5     | 6 d'agost | Nowy Sacz - Zakopane                 | 223 | Bart De Clercq (BEL)     | Bart De Clercq (BEL)  | [ 6 ] |
| 6     | 7 d'agost | Terma Bukowina - Bukowina Tatrzańska | 174 | Sergio Henao (COL)       | Sergio Henao (COL)    | [ 7 ] |
| 7     | 8 d'agost | Cracòvia - Cracòvia                  | 25  | Marcin Białobłocki (POL) | Ion Izagirre (ESP)    | [ 1 ] |

## Classificacions finals

### Classificació general
|    | Ciclista                | Equip             | Temps       |
| -- | ----------------------- | ----------------- | ----------- |
| 1  | Ion Izagirre (ESP)      | Movistar Team     | 26h 04' 38" |
| 2  | Bart De Clercq (BEL)    | Lotto-Soudal      | +2"         |
| 3  | Ben Hermans (BEL)       | BMC Racing Team   | +3"         |
| 4  | Ilnur Zakarin (RUS)     | Team Katusha      | +14"        |
| 5  | Fabio Aru (ITA)         | Astana            | +15"        |
| 6  | Diego Ulissi (ITA)      | Lampre-Merida     | +19"        |
| 7  | Christophe Riblon (FRA) | AG2R La Mondiale  | +40"        |
| 8  | Sergio Henao (COL)      | Team Sky          | +54"        |
| 9  | Davide Formolo (ITA)    | Cannondale-Garmin | +1' 23"     |
| 10 | Mikel Nieve (ESP)       | Team Sky          | +1' 32"     |

### Classificacions secundàries
|   | Ciclista            | Equip              | Temps |
| - | ------------------- | ------------------ | ----- |
| 1 | Marcel Kittel (GER) | Team Giant-Alpecin | 53    |
| 2 | Ion Izagirre (ESP)  | Movistar Team      | 50    |
| 3 | Ben Hermans (BEL)   | BMC Racing Team    | 46    |

|   | Ciclista                 | Equip               | Punts |
| - | ------------------------ | ------------------- | ----- |
| 1 | Kamil Gradek (POL)       | Selecció de Polònia | 8     |
| 2 | Marcin Bialoblocki (POL) | Selecció de Polònia | 8     |
| 3 | Matej Mohoric (SLO)      | Cannondale-Garmin   | 4     |

|   | Ciclista              | Equip                 | Punts |
| - | --------------------- | --------------------- | ----- |
| 1 | Maciej Paterski (POL) | CCC Sprandi Polkowice | 44    |
| 2 | Grega Bole (SLO)      | CCC Sprandi Polkowice | 40    |
| 3 | Edward Beltrán (COL)  | Team Tinkoff-Saxo     | 38    |

|   | Equip           | País         | Temps       |
| - | --------------- | ------------ | ----------- |
| 1 | Lotto Soudal    | Bèlgica      | 78h 21' 52" |
| 2 | BMC Racing Team | Estats Units | + 3' 34"    |
| 3 | Team Sky        | Regne Unit   | + 8' 26"    |

### UCI World Tour
La Volta a Polònia atorga punts per l'UCI World Tour 2015 sols als ciclistes dels equips de categoria World Tour.
| Posició               | 1r  | 2n | 3r | 4t | 5è | 6è | 7è | 8è | 9è | 10è |
| Classificació general | 100 | 80 | 70 | 60 | 50 | 40 | 30 | 20 | 10 | 4   |
| Per etapa             | 6   | 4  | 2  | 1  | 1  |    |    |    |    |     |

| #  | Ciclista                    | Equip                 | Punts |
| -- | --------------------------- | --------------------- | ----- |
| 1  | Ion Izagirre (ESP)          | Movistar Team         | 100   |
| 2  | Bart De Clercq (BEL)        | Lotto Soudal          | 86    |
| 3  | Ben Hermans (BEL)           | BMC Racing Team       | 71    |
| 4  | Ilnur Zakarin (RUS)         | Team Katusha          | 60    |
| 5  | Fabio Aru (ITA)             | Astana Qazaqstan Team | 51    |
| 6  | Diego Ulissi (ITA)          | Lampre-Merida]        | 48    |
| 7  | Christophe Riblon (FRA)     | AG2R La Mondiale      | 31    |
| 8  | Sergio Henao (COL)          | Team Sky              | 27    |
| 9  | Matteo Pelucchi (ITA)       | IAM Cycling           | 12    |
| 10 | Davide Formolo (ITA)        | Cannondale-Garmin     | 10    |
| 10 | Marcel Kittel (GER)         | Team Giant-Alpecin    | 10    |
| 12 | Maciej Bodnar (POL)         | Team Tinkoff-Saxo     | 6     |
| 12 | Giacomo Nizzolo (ITA)       | Trek Factory Racing   | 6     |
| 14 | Caleb Ewan (AUS)            | Orica-GreenEDGE       | 5     |
| 15 | Vasil Kiryienka (BLR)       | Team Sky              | 4     |
| 15 | Mikel Nieve (ESP)           | Team Sky              | 4     |
| 17 | Niccolò Bonifazio (ITA)     | Lampre-Merida         | 3     |
| 18 | Lawson Craddock (USA)       | Team Giant-Alpecin    | 2     |
| 18 | Rick Flens (NED)            | Team LottoNL-Jumbo    | 2     |
| 18 | Sébastien Reichenbach (SUI) | IAM Cycling           | 2     |
| 18 | Gatis Smukulis (LAT)        | Team Katusha          | 2     |
| 18 | Tom Van Asbroeck (BEL)      | Team LottoNL-Jumbo    | 2     |
| 23 | Kris Boeckmans (BEL)        | Lotto Soudal          | 1     |
| 23 | Roberto Ferrari (ITA)       | Lampre-Merida         | 1     |
| 23 | Damien Howson (AUS)         | Orica-GreenEDGE       | 1     |
| 23 | Luka Mezgec (SLO)           | Team Giant-Alpecin    | 1     |
| 23 | Sacha Modolo (ITA)          | Lampre-Merida         | 1     |
| 23 | Sébastien Turgot (FRA)      | AG2R La Mondiale      | 1     |
| 23 | Jurgen Van den Broeck (BEL) | Lotto Soudal]         | 1     |
| 23 | Dennis van Winden (NED)     | Team LottoNL-Jumbo    | 1     |

## Evolució de les classificacions
| Etapa | Vencedor           | Classificació general | Classificació per punts | Classificació de la muntanya | Classificació de les metes volants | Classificació per equips |
| ----- | ------------------ | --------------------- | ----------------------- | ---------------------------- | ---------------------------------- | ------------------------ |
| 1     | Marcel Kittel      | Marcel Kittel         | Marcel Kittel           | Adrian Kurek                 | Matej Mohorič                      | Team LottoNL-Jumbo       |
| 2     | Matteo Pelucchi    | Marcel Kittel         | Marcel Kittel           | Adrian Kurek                 | Kamil Gradek                       | Team LottoNL-Jumbo       |
| 3     | Matteo Pelucchi    | Marcel Kittel         | Marcel Kittel           | Adrian Kurek                 | Marcin Białobłocki                 | Team LottoNL-Jumbo       |
| 4     | Maciej Bodnar      | Kamil Zieliński       | Marcel Kittel           | Kamil Zieliński              | Kamil Gradek                       | Team Tinkoff-Saxo        |
| 5     | Bart De Clercq     | Bart De Clercq        | Marcel Kittel           | Grega Bole                   | Kamil Gradek                       | BMC Racing Team          |
| 6     | Sergio Henao       | Sergio Henao          | Marcel Kittel           | Maciej Paterski              | Kamil Gradek                       | Lotto Soudal             |
| 7     | Marcin Białobłocki | Ion Izagirre          | Marcel Kittel           | Maciej Paterski              | Kamil Gradek                       | Lotto Soudal             |
| Final | Final              | Ion Izagirre          | Marcel Kittel           | Maciej Paterski              | Kamil Gradek                       | Lotto-Soudal             |